# Monteverdi-Halbinsel
Die Monteverdi-Halbinsel ist eine große und eisbedeckte Halbinsel im Süden der westantarktischen Alexander-I.-Insel. Sie trennt das Bach-Schelfeis vom George-VI-Sund.
Die US-amerikanischen Polarforscher Finn Ronne und Carl R. Eklund (1909–1962) sichteten und kartierten die Südseite der Halbinsel als Erste bei der Durchquerung des George-VI-Sunds in seiner ganzen Länge bei der United States Antarctic Service Expedition (1939–1941). Eine Kartierung der gesamten Halbinsel erfolgte anhand von Trimetrogon-Aufnahmen der Ronne Antarctic Research Expedition (1947–1948) sowie mittels Vermessungen, die der Falkland Islands Dependencies Survey zwischen 1948 und 1950 vornahm. Das UK Antarctic Place-Names Committee benannte die Halbinsel am 20. Dezember 1974 nach dem italienischen Komponisten Claudio Monteverdi (1567–1643).